# Bachorzec (gromada)
Bachorzec (od połowy lat 1960. Bachórzec) – dawna gromada, czyli najmniejsza jednostka podziału terytorialnego Polskiej Rzeczypospolitej Ludowej w latach 1954–1972.
Gromady, z gromadzkimi radami narodowymi (GRN) jako organami władzy najniższego stopnia na wsi, funkcjonowały od reformy reorganizującej administrację wiejską przeprowadzonej jesienią 1954 do momentu ich zniesienia z dniem 1 stycznia 1973, tym samym wypierając organizację gminną w latach 1954–1972.
Gromadę Bachorzec z siedzibą GRN w Bachorzcu (w obecnym brzmieniu Bachórzec)utworzono – jako jedną z 8759 gromad na obszarze Polski – w powiecie przemyskim w woj. rzeszowskim na mocy uchwały nr 30/54 WRN w Rzeszowie z dnia 5 października 1954. W skład jednostki weszły obszary dotychczasowych gromad Bachorzec i Kosztowa ze zniesionej gminy Dubiecko w tymże powiecie. Dla gromady ustalono 19 członków gromadzkiej rady narodowej.
W 1971 roku gromada Bachórzec liczyła 1867 mieszkańców, zamieszkujących miejscowości: Bachórzec (1267) i Kosztowa (600).
Gromada przetrwała do końca 1972 roku, czyli do kolejnej reformy gminnej.